# Prova de Coragem
Prova de Coragem  é um filme brasileiro de 2016, do gênero drama, baseado no livro Mãos de Cavalo de Daniel Galera, com roteiro e direção de Roberto Gervitz.
Suas filmagens ocorreram entre abril à junho de 2014, em Porto Alegre e Farroupilha no Rio Grande do Sul.

## Sinopse
Hermano (Armando Babaioff) é um médico bem-sucedido que esta planejando uma escalada de alto risco em uma montanha na Terra do Fogo. Quando sua mulher Adri (Mariana Ximenes), com quem vive há sete anos, descobre que esta grávida. Mesmo na iminência de se tornar pai, ele dá prosseguimento a seus planos. Esta é a prova de coragem que Hermano deve a si mesmo após ter testemunhado seu melhor amigo ser agredido até a morte e não ter feito nada para ajudá-lo.

## Elenco
- Armando Babaioff....Hermano
- Mariana Ximenes....Adri
- Áurea Maranhão ....Naiara
- Daniel Volpi....Renan
- César Troncoso Barros....Thales